# Gele hoornpapaver
De gele hoornpapaver (Glaucium flavum) is een plant uit de papaverfamilie (Papaveraceae). Het is een plant die typisch voorkomt op vloedmerken. De soort komt voor in Eurazië.
In Nederland en België komt gele hoornpapaver al vele jaren in geringe mate voor langs de kust. De soort staat op de Nederlandse rode lijst als zeer zeldzaam en stabiel of iets toegenomen. In 2005 werd op Neeltje Jans een honderdtal planten aangetroffen. Eerder kwamen daar slechts enkele planten voor. Verder is de soort onder meer gevonden op Rottumeroog, bij Huisduinen en op Texel.
De plant wordt 30-60 cm hoog en heeft bijna kale stengels. De ruw behaarde bladeren zijn blauwachtig groen en veerdelig.
De gele hoornpapaver bloeit van juni tot augustus met citroengele bloemen. De kroonbladen zijn 3-4 cm lang.
De vrucht is lijnvormig en 15-30 cm lang. De zaden liggen in het gezwollen tussenschot.

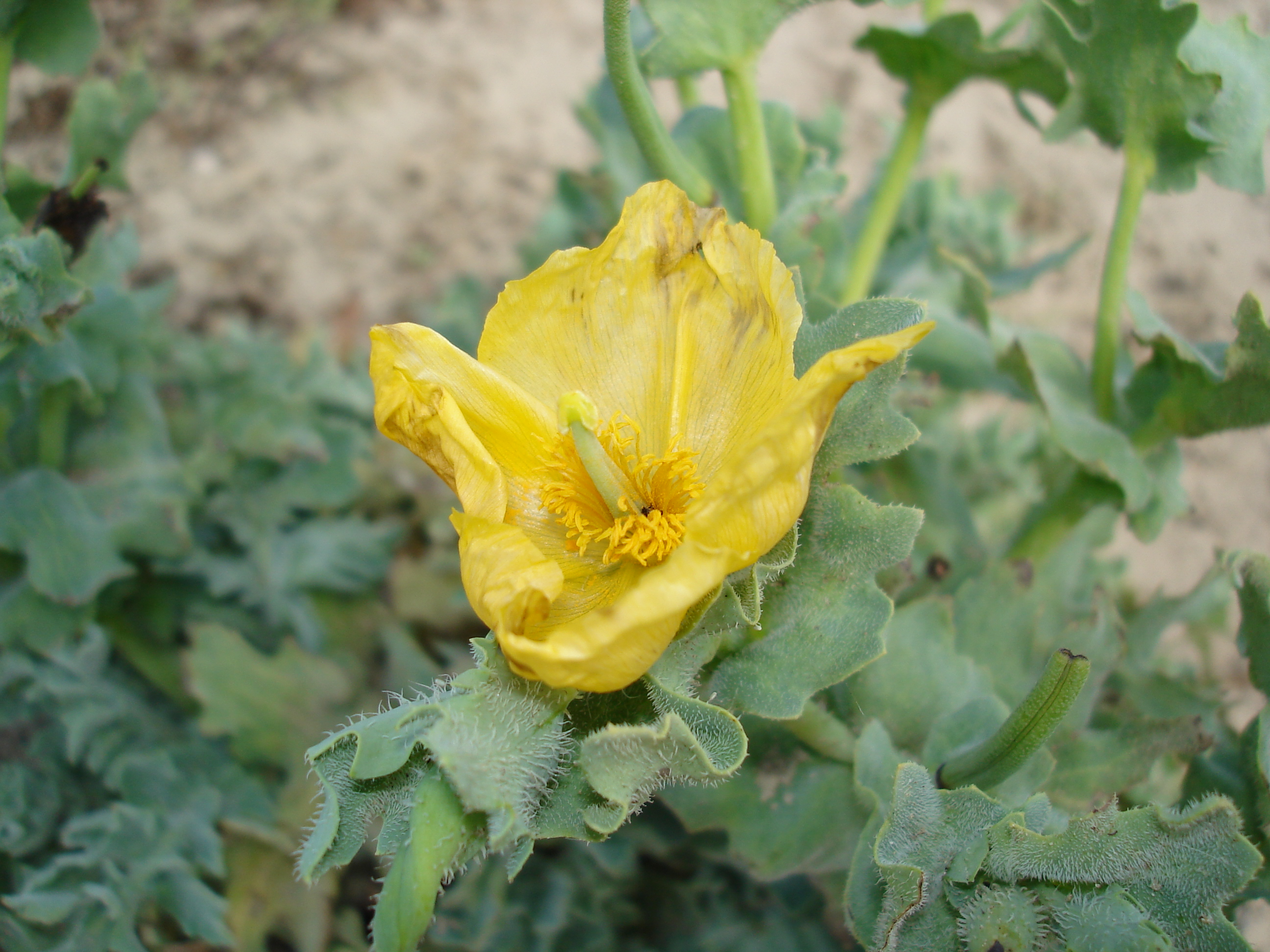
Gele hoornpapaver
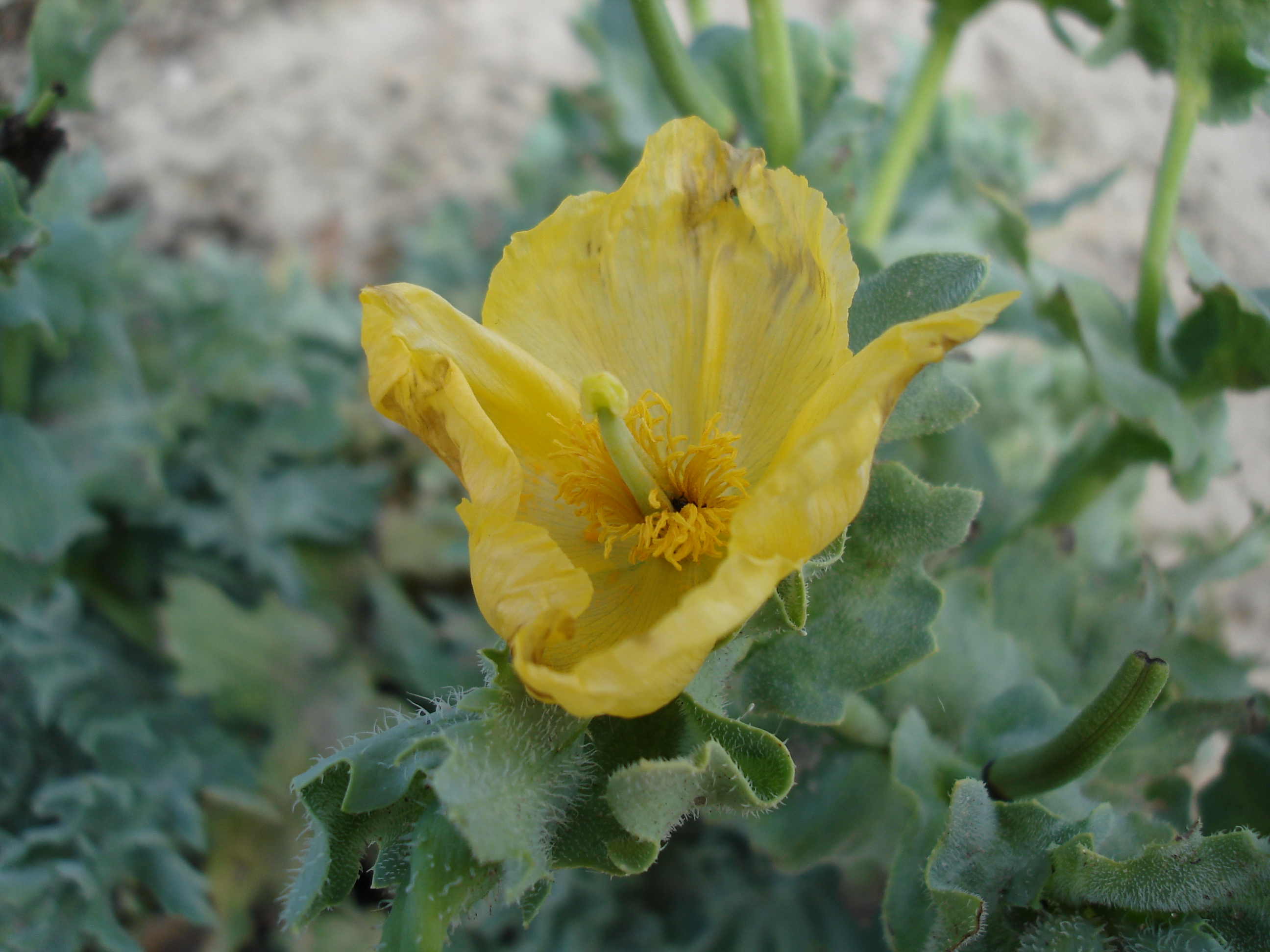
Gele hoornpapaver
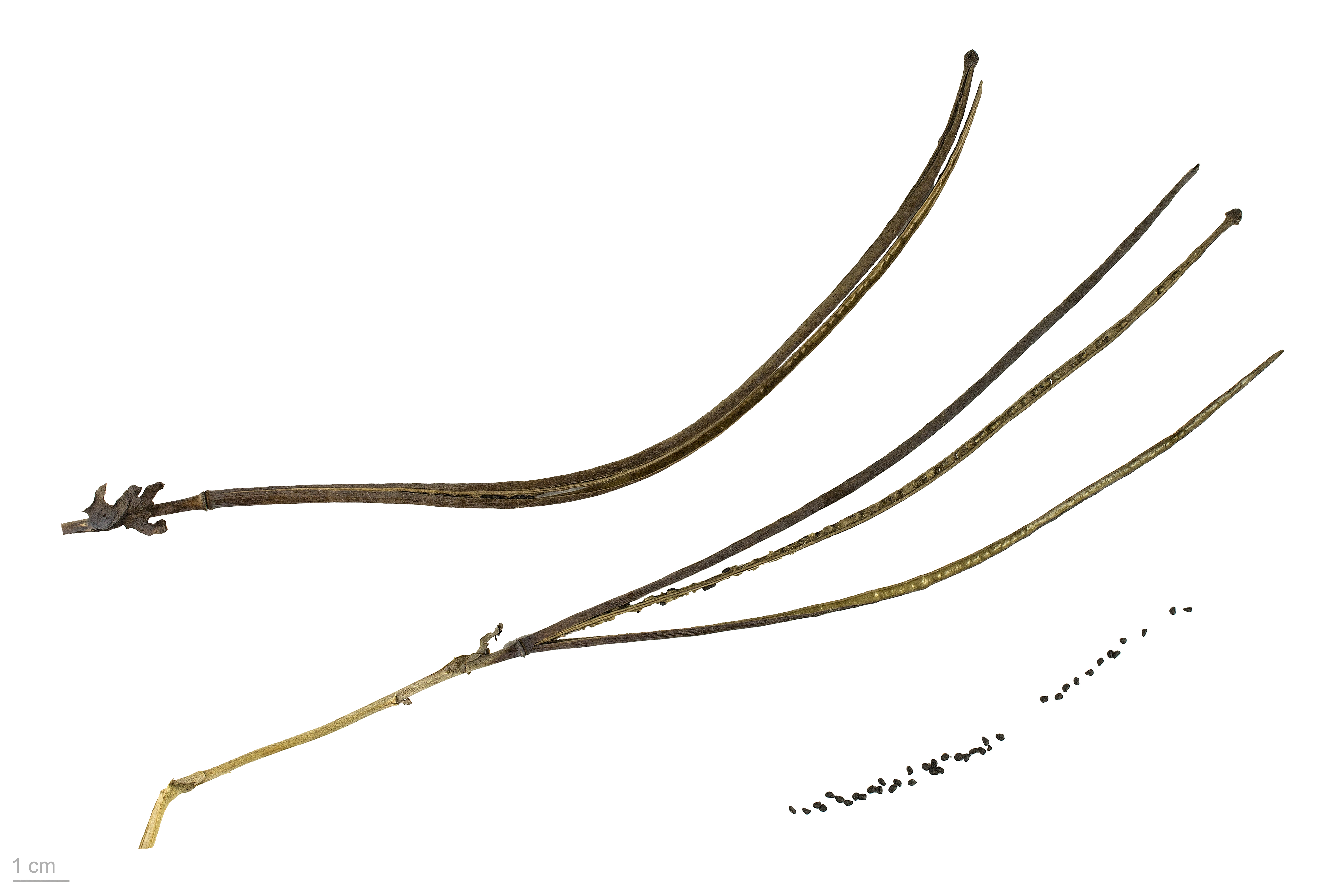
Glaucium flavum vruchten